# Династія Чен
Дина́стія Чен (інші назви Чен-Хань, Рання Шу, спрощ.: 成汉; кит. трад.: 成漢; піньїнь: Chénghàn) — династія періоду шістнадцяти варварських держав, що правила частиною північного Китаю після падіння династії Західна Цзінь у 304 році до свого повалення у 347 році державою Східна Цзінь. Ця династія керувалася імператорами з роду Лі, першим з яких був Лі Те.

## Історія
Засновниками були вожді племені цзун, родичів тибетського племені ді. Китайці називали їх ба або ба-шу. Цзуни прийшли до Китаю за часів династії Хань. В їх обов'язок входив захист країни із південного заходу. Зрештою вони поселилися на території сучасної провінції Ганьсу. Надалі вірно служили імператорам з династії Хань, володарям Вей та Цзінь. Втім послаблення останнього у 290-х роках, а також сильний голод спричинив до мігрування цзунів на чолі із вождем Лі Те на північ імперії. Зрештою у 303 році він оголосив про створення незалежної держави Чен.
Проте справжнім засновником держави став Лі Сюн, який протягом 30 років успішно відбив атаки інших північних держав й оголосив себе імператором. У державних паперах загалом використовувалася китайська мова. Сам Лі Сюн всіляко намагався довести спорідненість з китайським впливовим родом Лі. Перед смертю він допустив помилку, передавши владу братові, а не синові. Це призвело до конфлікту, що значно послабило державу Чен. У 338 році її було перейменовано на Хань. Втім у 347 році послаблену Чен-Хань захопили війська Східної Цзінь.

## Імператори
| Посмертне ім'я                  | Особисте ім'я        | Роки правління | Девіз і роки правління                                                                           |
| ------------------------------- | -------------------- | -------------- | ------------------------------------------------------------------------------------------------ |
| Цзін-ді 景帝 Jǐngdì             | Лі Те 李特 Lǐ Tè     | 303            | - Цзяньчу (建初 Jiànchū) або Цзінчу (景初 Jǐngchū) 303                                           |
| Цінь-вень-ван 秦文王 Qínwénwáng | Лі Лю 李流 Lǐ Liú    | 303]           |                                                                                                  |
| У-ді 武帝 Wǔdì                  | Лі Сюн 李雄 Lǐ Xióng | 303–334        | - Цзяньсін (建興 Jiànxīng) 303–305 - Яньпін (晏平 Yànpíng) 305–311 - Юйхен (玉衡 Yùhéng) 311–334 |
| Ай-ді 哀帝 Āidì                 | Лі Бань 李班 Lǐ Bān  | 334            | - Юйхен (玉衡 Yùhéng) 311–334                                                                    |
| Ю-гун 幽公 Yōugōng              | Лі Ці 李期 Lǐ Qī     | 334–338        | - Юйхен (玉衡 Yùhéng) 311–334                                                                    |
| Чжао Вень-ді 昭文帝 Zhāowéndì   | Лі Шоу 李壽 Lǐ Shòu  | 338–343        | - Ханьсін (漢興 Hànxīng) 338–343                                                                 |
| Гуй І-хоу 歸義侯 Gūiyìhóu       | Лі Ши 李勢 Lǐ Shì    | 343–347        | - Тайхе (太和 Tàihé) 343–346 - Цзянін (嘉寧 Jiāníng) 346–347                                     |